# Lago Riesser
El lago Riesser (en alemán: Riessersee) es un lago artificial situado en la región administrativa de Alta Baviera, en el estado de Baviera (Alemania). Se construyó para los Juegos Olímpicos de invierno de 1936 y albergó el patinaje sobre hielo. Se encuentra sobre la ladera norte de los Alpes.